# Horsens
Horsens (dánsky  ˈhɔʀsəns) je město v Dánsku, administrativní centrum obce Horsens v regionu Midtjylland. Leží na východě Jutského poloostrova, na konci fjordu Horsens. Roku 2025 mělo 64 418 obyvatel.

## Historie a současnost

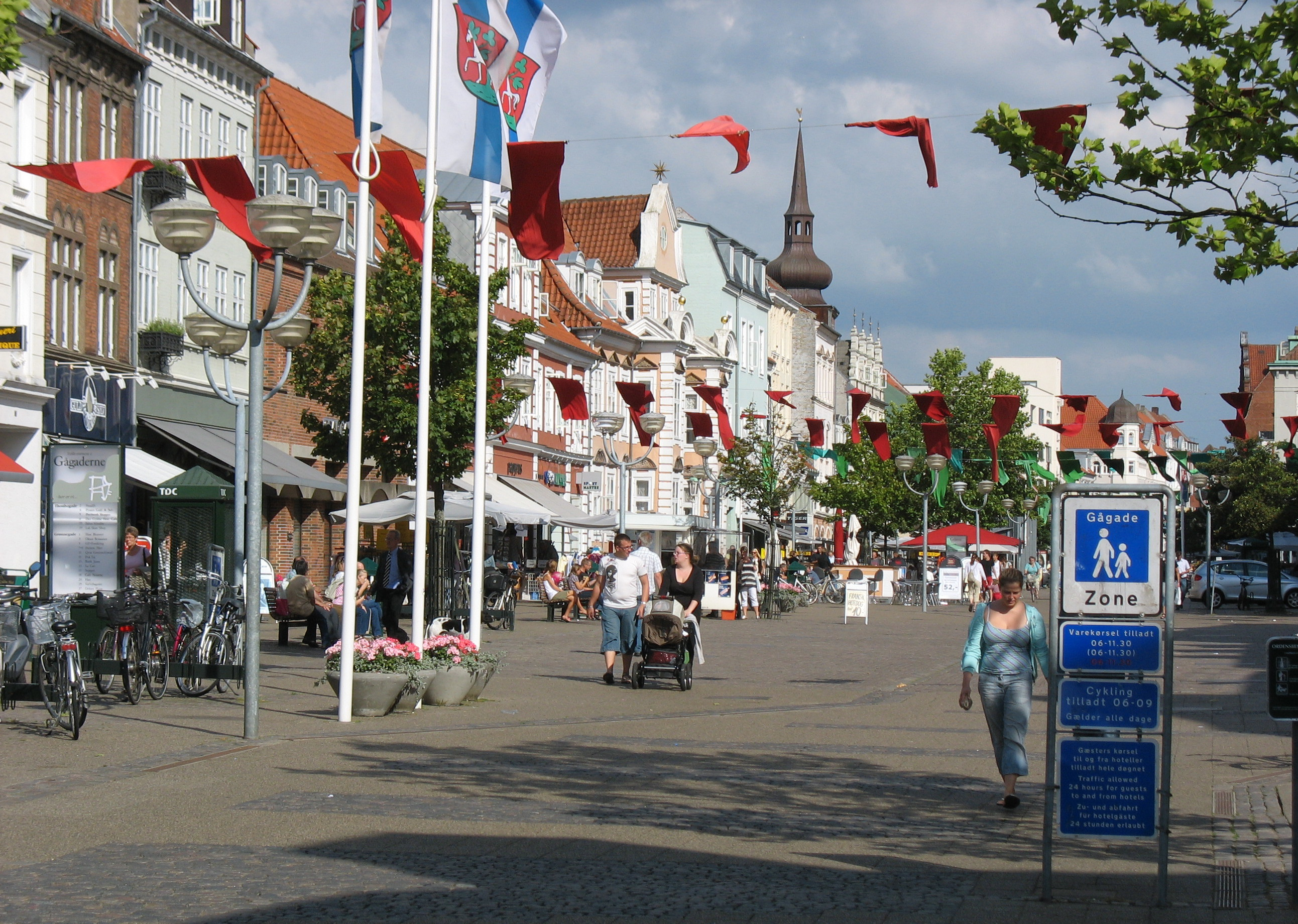
Ulice Søndegarde

Město bylo založeno v 11. nebo 12. století, mělo hradby a několik klášterů. K pamětihodnostem patří pozdně románský kostel Vor Frelsers Kirke ze 13. století. Ve městě je rovněž průmyslové muzeum Horsens Industrimuseum, jediné v Dánsku. V poslední srpnový pátek a sobotu se každým rokem v Horsens koná Evropský středověký festival. V březnu zase město hostí literární festival Krimimessen věnovaný milovníkům detektivek, krimi a thrillerů. V bývalé státní věznici Horsens Statsfængsel (postavena 1853, zrušena 2006) se dnes konají koncerty a hudební festival Stoneass. V této věznici byl také natáčen dánský thriller R (2010).
V 19. století zde byla otevřena první dánská slévárna mimo Kodaň.

## Rodáci
- Vitus Bering (1681–1741), objevitel Beringova průlivu
- Vagn Holmboe (1909–1996), skladatel
- Kristian Halken (* 1955), herec
- Jan Trøjborg (1955–2012), politik
- Anne Louise Hassing (* 1967), herečka
- Simon Kjær (* 1989), fotbalista
- Brian Priske (* 1977), fotbalista a fotbalový trenér

## Partnerská města
- Moss, Norsko
- Nokia, Finsko
- Čcheng-tu, Čína (2013)
- Blönduós, Island
- Karlstad, Švédsko

## Galerie

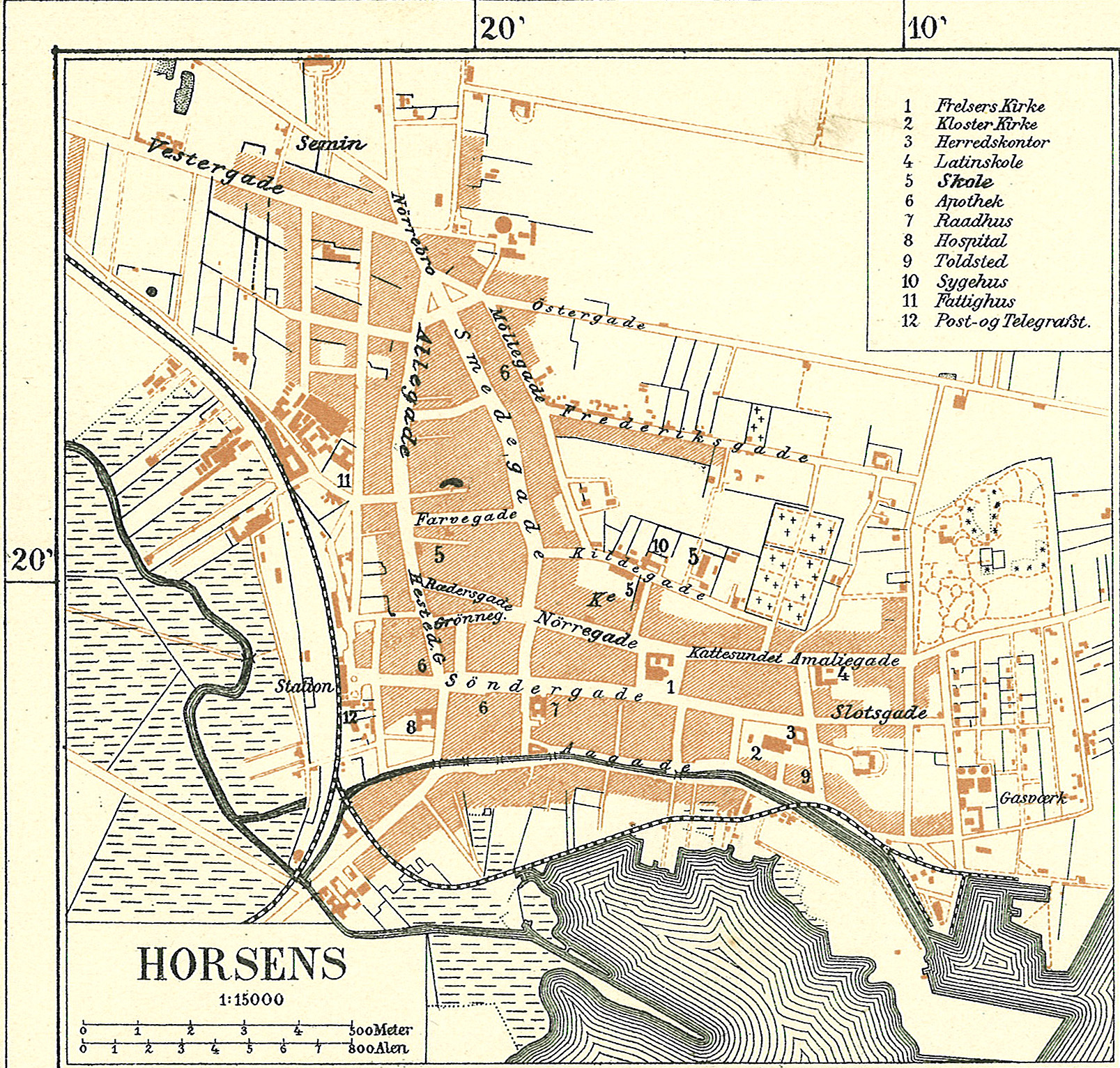
Mapa města (kolem 1900)
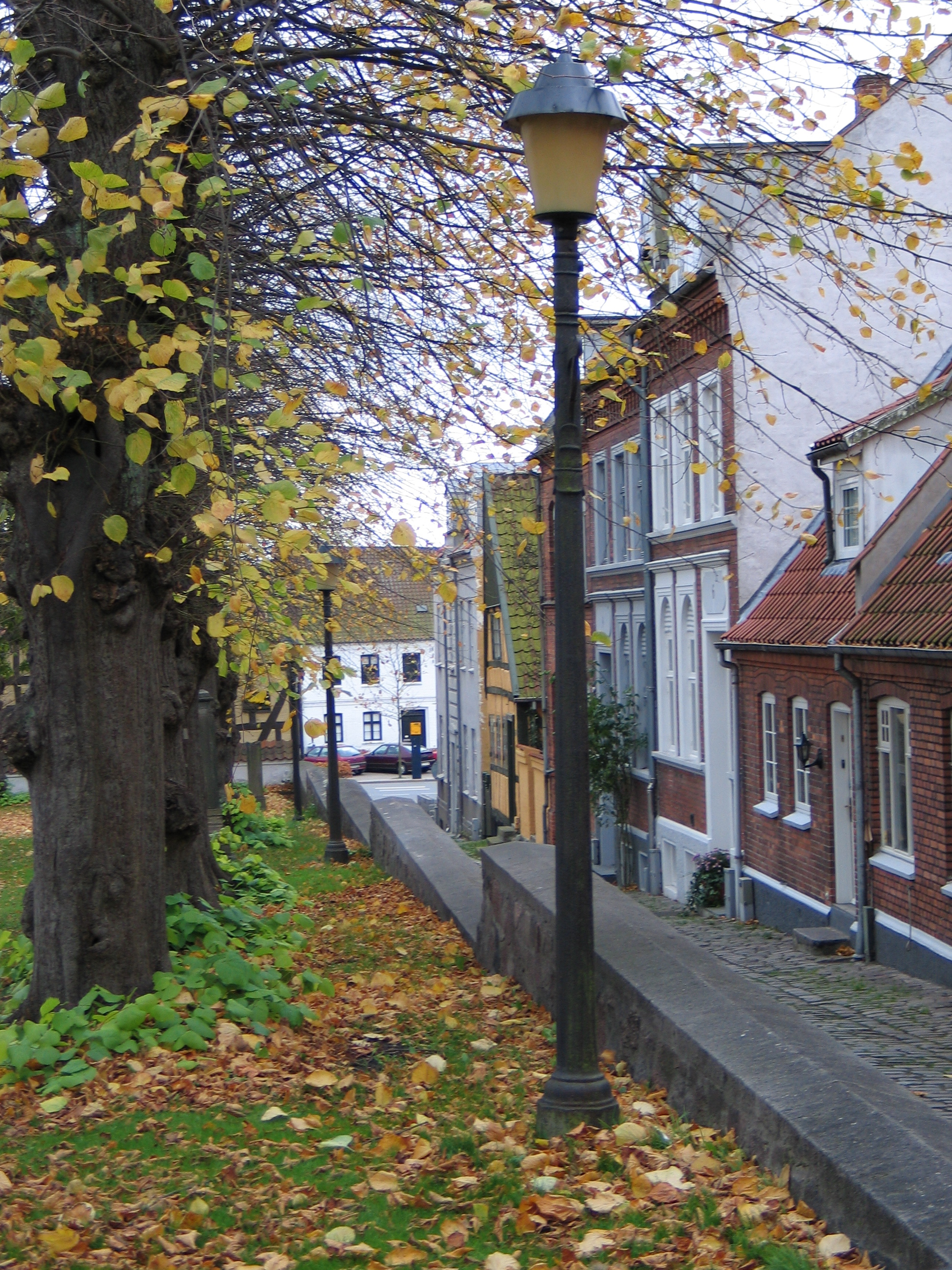
Staré městské centrum
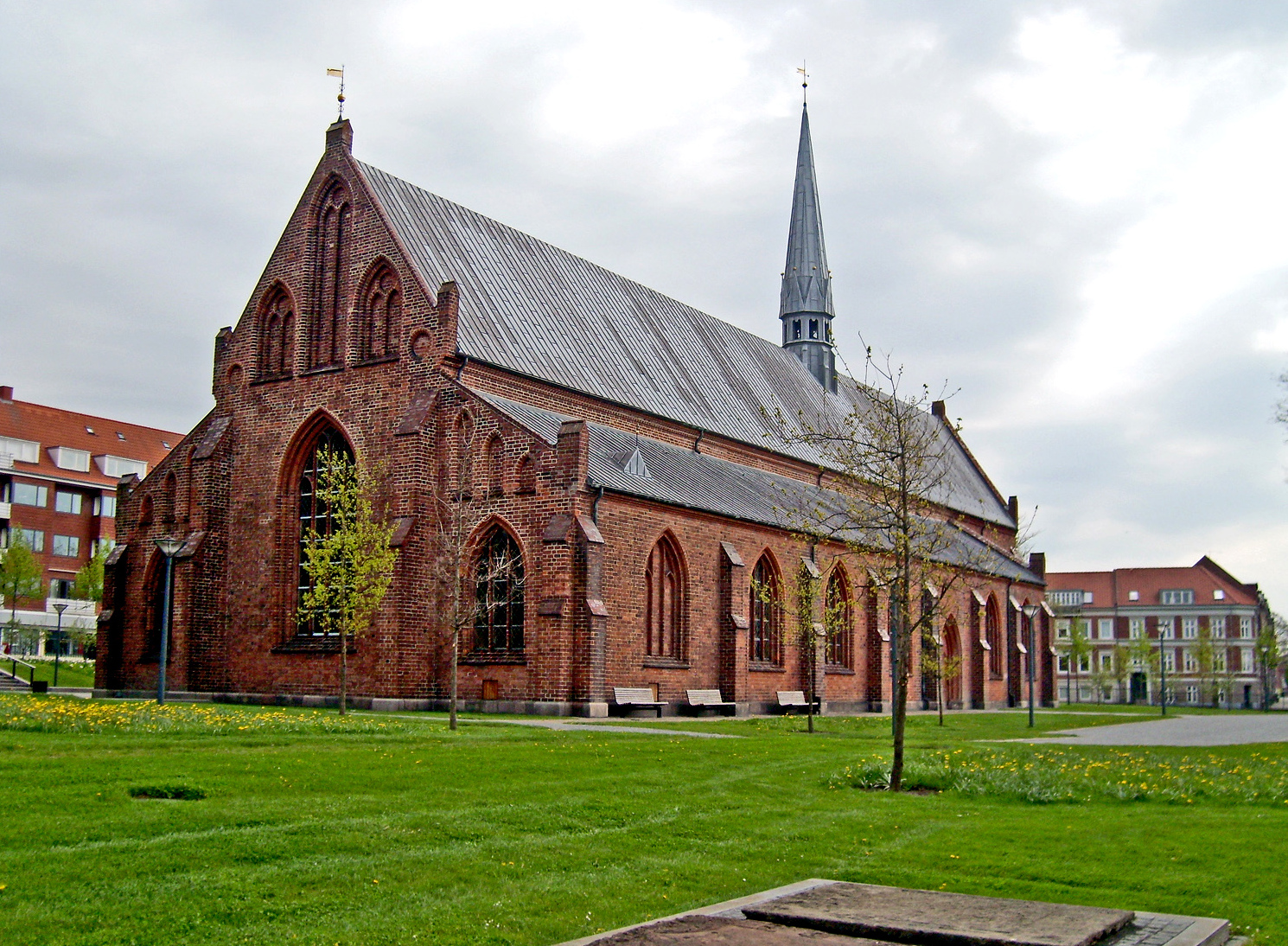
Místní kostel
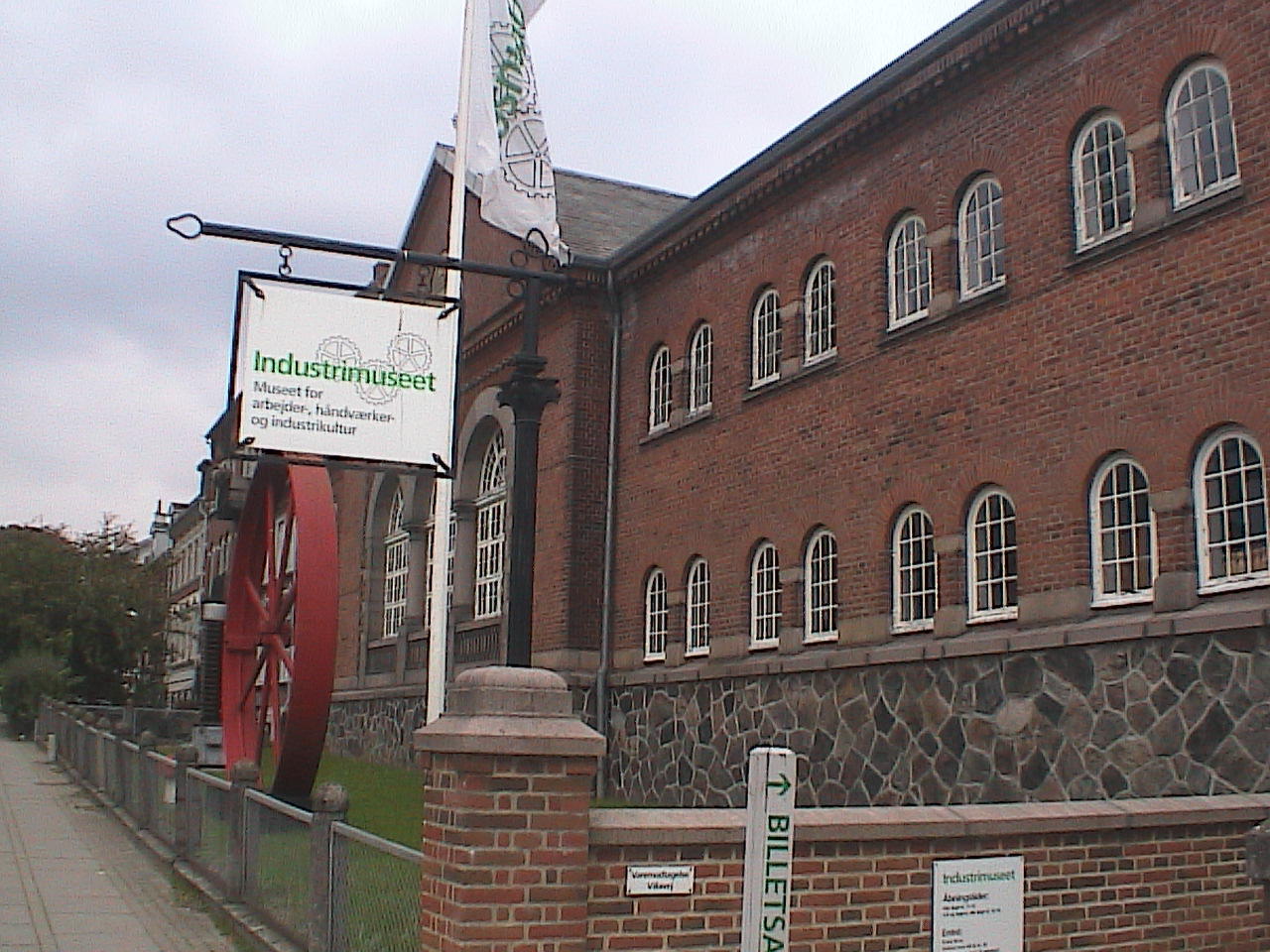
Horsens Industrimuseum, průmyslové muzeum